# Joice Mujuru
Joice "Teurai-Ropa" Mujuru (tên khai sinh: Runaida Mugari; 15 tháng 4 năm 1955) là một nữ chính trị gia Zimbabwe, từng là Phó Tổng thống Zimbabwe từ năm 2004 đến năm 2014. Trước đây bà từng là một bộ trưởng của chính phủ. Bà cũng là phó chủ tịch của ZANU-PF. Bà đã kết hôn với Solomon Mujuru cho đến khi ông qua đời vào năm 2011 và từ lâu được coi là người kế vị tiềm năng cho chức Tổng thống thay Robert Mugabe, nhưng trong năm 2014, bà bị tố cáo đứng đầu một âm mưu chống lại Mugabe. Kết quả của những cáo buộc chống lại bà là Mujuru mất cả chức vụ phó Tổng thống và cả vị trí của bà trong vai trò lãnh đạo đảng. Bà đã bị đuổi khỏi đảng một vài tháng sau đó, tiếp theo bà đã thành lập đảng Nhân dân Trên hết Zimbabwe mới.

## Tuổi thơ
Mujuru được sinh ra ở quận đông bắc của Zimbabwe. Darwin, một Shona thuộc nhóm ngôn ngữ Korekore. Là một Shona (một tập hợp các bộ tộc khác nhau với một ngôn ngữ Bantu phổ biến) ngôn ngữ của bà thuộc cùng một nhóm ngôn ngữ như Phó Chủ tịch Joseph Msika và Tổng thống Robert Mugabe cũng như các đối thủ chính trị Morgan Tsvangirai và Emmerson Mnangagwa. Tuy nhiên, họ đến từ các nhóm phương ngữ khác nhau với Mugabe dùng phương ngữ Zezuru và Mnangagwa dùng phương ngữ Karanga. Tsvangirai đến từ nhóm phương ngữ Manyika từ Quận Buhera ở Manicaland.
Năm 18 tuổi, Mujuru là người phụ nữ duy nhất được đào tạo ở Lusaka. Sau khi hoàn thành hai năm học trung học, bà quyết định tham gia cuộc chiến tranh Bushian Bush. Bà được cho là đã hạ một chiếc trực thăng với khẩu súng máy vào ngày 17 tháng 2 năm 1974 sau khi từ chối chạy trốn. Việc bắn rơi máy bay trực thăng của bà đã bị Chủ tịch Hội cựu chiến binh kịch liệt phản bác, Christopher Mutsvangwa cũng chỉ trích (Mujuru) về chuyện này sau khi bà bị đuổi ra khỏi đảng, các chuyên gia về đạn đạo cũng đã đặt câu hỏi về khả năng bắn hạ một chiếc trực thăng với một vũ khí nhẹ như được bà thuật lại trong câu chuyện. Đến năm 1975, bà là người hướng dẫn chính trị của hai căn cứ quân sự thành công. Ở tuổi 21, Mujuru là tư lệnh trại tại trại quân sự và tị nạn Chimoio ở Mozambique.